# Kristie Boogert
Kristie Boogert, född den 16 december 1973 i Oud-Beijerland, är en nederländsk tennisspelare.
Hon tog OS-silver i damernas dubbelturnering i samband med de olympiska tennisturneringarna 2000 i Sydney.